# Юнкер СС
Ю́нкер СС (нем. SS-Junker) — кандидат на присвоение первичного офицерского звания СС в организации СС, в период существования нацистского Третьего рейха. Первоначально юнкеры приравнивались по правовому положению к шарфюрерам СА, затем — к унтершарфюрерам СС.
Приказом от 25 марта 1935 года устанавливались следующие звания для юнкеров:
- фюреранвертер СС (кандидат в офицеры);
- юнкер СС (при поступлении в юнкерскую школу, эквивалентно званию унтершарфюрера СС);
- оберюнкер СС (эквивалентно званию шарфюрера СС);
- штандартенюнкер СС (эквивалентно званию обершарфюрера СС);
- штандартеноберюнкер СС (эквивалентно званию гауптшарфюрер СС).

До начала Второй мировой войны общее время обучения юнкера (от поступления до получения офицерского звания) составляло порядка девятнадцати месяцев. Первые шесть месяцев приходились на начальную подготовку, до фактического зачисления кандидата (фюреранвертер СС) и получения им звания юнкер СС. Далее, после четырехмесячного обучения следовали экзамены, успешная сдача которых позволяла получить звание штандартенюнкер СС. Фюреранвертер СС не сдавшие экзамен отчислялось с обучения и отсылались назад в свои подразделения. Штандартенюнкеры СС обучались еще шесть месяцев, после чего сдавали очередные экзамены — на звание штандартеноберюнкер СС. Штандартенюнкеры СС, не сдавшие вторые экзамены, также отчислялось с обучения.
После второго экзамена штандартеноберюнкеры СС направлялись на дополнительные двух-трёхмесячные курсы, успешное окончание которых давало возможность получить звание унтерштурмфюрер СС.
С 1942 года на каждом погоне обер- и штандартенюнкера имелись две поперечные девятимиллиметровые полоски тесьмы серебристого цвета (так называемые «лучи надежды», Hoffnungsbalken).
Из юнкеров СС в самом конце войны была сформирована 38-я гренадерская дивизия СС «Нибелунген».
| Звание                                                | Петлицы | Погоны | На маскировочной одежде | На маскировочной одежде | Соответствие в СС | Соответствие в СС |      |
| Звание                                                | Петлицы | Погоны | Лето                    | Зима                    | Звание            | Погоны            |      |
| Штандартеноберюнкер СС (нем. SS-Standartenoberjunker) |         |        |                         |                         | Гауптшарфюрер CC  |                   | OP-7 |
| Штандартенюнкер СС (нем. SS-Standartenjunker)         |         |        |                         |                         | Обершарфюрер      |                   | OP-6 |
| Оберюнкер СС (нем. SS-Oberjunker)                     |         |        |                         |                         | Шарфюрер CC       |                   | OP-5 |
| Юнкер СС (нем. SS-Junker)                             |         |        |                         |                         | Унтершарфюрер CC  |                   | OP-5 |

OP = Значение сокращения "NATO - en: OR" / "HATO - ru: ОP" обозначает "Other Ranks / fr: sous-officiers et militaires du rang / ru:другие ранги, кроме офицеров"